# Kolesniki
Kolesniki (znanstveno ime Paralepista) so rod gliv iz družine kolobarničark (Tricholomataceae).

## Seznam kolesnikov Slovenije[2]
- ohlapni kolesnik (Paralepista flaccida)
- lisasti kolesnik (Paralepista gilva)